# Love Alien
Love Alien ist ein autobiographischer Dokumentarfilm des Filmemachers Wolfram Huke. Die Erstaufführung erfolgte im Rahmen der Internationalen Hofer Filmtagen im Jahr 2012. Kinostart war der 16. Mai 2013. Am 10. Dezember 2013 wurde der Film erstmals im Fernsehen gezeigt (Bayerischer Rundfunk).

## Beschreibung
Wolfram Huke dokumentiert in seinem Film ein Jahr seines Lebens als Absolute Beginner (Love-shyness) zwischen seinem 29. und 30. Geburtstag. Einziges Thema des Films ist seine Unerfahrenheit in Bezug auf Liebesbeziehungen. Unter diesem Blickwinkel tritt er in Kontakt mit verschiedenen Personen seines persönlichen Umfeldes, um die Aspekte seiner Beziehungslosigkeit zu erörtern. Beispielsweise mit einer langjährigen platonischen Freundin, die selbst ebenfalls beziehungsunerfahren ist und einer kroatischen Bekannten (die vormals als potentielle Partnerin in Frage kam), welche Huke in ihrem Heimatland besucht. Weiterhin zeigt der Film Huke in Gesprächen mit einer Psychotherapeutin, seinen Eltern, mit Frauen, die ihn in Kleidungsfragen beraten sollen sowie auf einer Wanderung auf dem Jakobsweg und bei der Suche in Partnerbörsen des Internets. Zwischen diesen Episoden sinniert Wolfram Huke in Art eines Tagebuchs über sein Leben und seine Erfahrungen. Der Film endet mit seinem 30. Geburtstag – weiterhin als Single.

## Rezensionen
„Mut zur Selbstentblößung: Wolfram Huke hat mit "Love Alien" einen gnadenlos ehrlichen Film über seine erfolglose Suche nach einer Partnerin gemacht.“

„"Love Alien" ist mehr Atmosphäre als Argumentation, mehr Zustandsbeschreibung als dramaturgische Struktur. Huke erzählt davon, wie es ihm geht – einem Menschen, mit dem man lachen, ausgehen und Spaß haben kann und in dem es doch ganz anders auszusehen scheint, als er nach außen zeigt. Das bewahrt seinen Film davor, zum Pamphlet zu werden. Aber es bewahrt ihn gerade nicht davor, bisweilen auch in Beliebigkeit zu verfallen."“

## Buch
Ende Oktober 2016 erschien Hukes Buch Love Alien - Warum ich erst mit 31 Sex hatte... und das mit der Liebe so verdammt kompliziert ist, das seinen Dokufilm sowie die Zeit davor und danach thematisiert.